# Моральна удача
Моральна удача описує обставини, за яких моральному агенту приписують моральну провину чи похвалу за дію чи її наслідки, навіть якщо очевидно, що цей агент не мав повного контролю ні над дією, ні над її наслідками.

## Відповідальність і добровільність
Загалом кажучи, люди схильні знаходити відповідності, принаймні інтуїтивно, між відповідальністю і добровільними діями. Таким чином, найбільшу провину покладають на людей за їхні дії та наслідки, які вони спричиняють, коли у нас є вагомі підстави вважати, що:
- дія було здійснено добровільно та без стороннього примусу
- агент розумів весь спектр наслідків своїх рішень і дій, які можна було обґрунтовано передбачити або на момент, або до моменту виконання дії

І навпаки, існує тенденція виявляти більшу симпатію до тих, хто задовольняє будь-яку з наступних умов:
- агент був примушений до виконання дії
- агент здійснив дію через нещасний випадок і без власної вини чи недбалості
- на момент вчинення їхніх дій агент не знав і не мав жодної можливості знати про наслідки, які їх дії призведуть

Варто зазначити, наведені вище критерії не корелюють напряму з моральною похвалою – хоча може бути правдою, що можна і потрібно призначити значну частину моральної похвали тим, хто вчинив гарний вчинок або вчинок, що спричинив добрі наслідки, повністю за власним бажанням і без примусу. Дискусійним є те, що така ж відмінність стосується мимовільних дій, які виявилися вдалими або дали хороші результати.
Таке відношення між відповідальністю та добровільною дією є прийнятним для більшості людей на інтуїтивному рівні; справді, ця кореляція знайшла відлуння в американському та європейському законодавстві: з цієї причини, наприклад, ненавмисне вбивство або вбивство з метою самооборони несе суттєво інший тип юридичного покарання (тобто формалізовану моральну провину), ніж умисне вбивство.

## Проблема моральної удачі
Однак, враховуючи ідею прирівнювання моральної відповідальності до добровільних дій, моральна удача призводить до контрінтуїтивних рішень. Це ілюструє приклад дорожньо-транспортної пригоди. Водій А, у момент неуважності, проїжджає на червоне світло, коли пішохід переходить вулицю. Водій А намагається уникнути наїзду на пішохода, але не це вдається, і пішохід гине. Водій Б також проїжджає на червоне світло, але нікого не з’являється у нього на шляху і він лише отримує штраф.
Якщо випадкового перехожого попросять морально оцінити водіїв A і Б, вони можуть призначити водію A більшу моральну провину, ніж водію Б, оскільки поведінка водія A призвела до смерті. Однак немає ніяких відмінностей у контрольованих діях, які виконуються водіями A і Б. Єдина відмінність – це зовнішня неконтрольована подія - поява пішохода. Якщо враховано, що моральна відповідальність має бути актуальною лише тоді, коли агент добровільно вчинив або не вчинив певну дію, водіїв А та Б слід звинувачувати однаково. Це може бути контрінтуїтивно, оскільки одна ситуація призвела до смерті.

## Чотири види моральної удачі
Томас Нагель (1979) у своєму есе виділив чотири види моральної удачі. Найбільш релевантним для наведеного вище прикладу є «результативна моральна удача».

### Результативна моральна удача (наслідкова)
Результативна моральна удача базується на наслідках дій і ситуаціях. У наведеному вище прикладі обидва водії потрапили під вплив моральної удачі, оскільки конкретна сукупність обставин склалася двома різними способами: в одній ситуації на дорозі з’явився пішохід; в іншому - не з’явився.

### Випадкова моральна удача
Випадкова моральна удача базується на оточенні морального агента. Найвідоміший приклад наведено в есе Нагеля. Розглянемо нацистських послідовників і прихильників Гітлерівської Німеччини. Вони були і є гідними моральної провини або за вчинення морально осудливих вчинків, або за те, що допустили їх, не докладаючи зусиль для протидії. Але якби в 1929 році ці люди були переміщені в іншу країну, подалі від майбутніх військових дій, проведених їхніми лідерами, цілком можливо, що вони вели б зовсім інше життя, і ми не могли б покласти на них таку саму моральну провину. Отже, моральна провина залежить від обставин, в яких вони опинилися.

### Конститутивна моральна удача
Конститутивна моральна удача базується на особистому характері морального агента. Немає жодних аргументів щодо того, що освіта, виховання, гени та інші багато в чому неконтрольовані впливи певною мірою формують особистість. Крім того, особистість певною мірою диктує дії людини. Моральну провину приписують людині за її надзвичайну самолюбність, хоча цей егоїзм майже напевно частково зумовлений зовнішніми впливами навколишнього середовища.

### Причинна моральна удача
Причинна моральна удача, яка здебільшого прирівнюється до проблеми свободи волі, є найменш детальною з різновидів, які описує Томас Нагель. Загальне визначення полягає в тому, що дії визначаються зовнішніми подіями і, таким чином, є наслідками подій, над якими особа, яка виконує дію, не має контролю.
Дана Нелкін розкритикувала Томаса Нагеля за те, що він включив причинну моральну удачу як окрему категорію, оскільки вона видається в значній мірі зайвою. Вона не охоплює жодних випадків, які не входять до конститутивної та випадкової моральної удачі, і, здається, існує лише для того, щоб підняти проблему свободи волі. 

## Дивіться також
- Томас Нагель
- Бернард Вільямс
- Сьюзан Вольф
- Детермінізм
- Список когнітивних упереджень
  - Гіпотеза справедливого світу

### Енциклопедії
- Nelkin, Dana K. (December 2013). Moral Luck. Metaphysics Research Lab, Stanford University. Архів оригіналу за 19 грудня 2021. Процитовано 8 грудня 2021.
- Latus, Andrew (2008). Moral Luck. The Internet Encyclopedia of Philosophy. ISSN 2161-0002. Архів оригіналу за 14 квітня 2009. Процитовано 15 листопада 2014.

1. ↑  Nelkin, 2013.